# Esparver menut del Japó
L'esparver menut del Japó (Tachyspiza gularis; syn: Accipiter gularis) és un ocell rapinyaire de la família dels accipítrids (Accipitridae). Es troba a l'Àsia oriental. El seu estat de conservació es considera de risc mínim.
És semblant a l'esparver vulgar però una mica més petit.

## Morfologia
- Fa una llargària de 29-34 cm, una envergadura de 50-63 cm i un pes de 75-160 g, essent la femella més gran que el mascle.
- El mascle és gris per sobre. Cara inferior de les ales clares amb barres fosques mentre les parts inferiors del cos són clares amb fines ratlles marrons clars. Ulls vermells.
- La femella té els ulls de color groc fosc i les parts inferiors amb ratlles fosques.

## Hàbitat i distribució
Viu als boscos d'Àsia Oriental, al sud de Sibèria fins a Mongòlia Exterior i Sakhalín, nord de Mongòlia, est de la Xina, Corea, les illes Kurils i Japó amb les Ryukyu. Passa l'hivern al Sud-est asiàtic, Indonèsia i Filipines.

## Taxonomia
Tradicionalment l'esparver menut del Japó estava classificat dins el gènere Accipiter. Tanmateix, estudis filogenètics moleculars van trobar que aquest gènere era polifilètic i es va proposar reordenar les seves espècies en 5 gèneres monofilètics. En base a aquests estudis, el Congrés Ornitològic Internacional, en la seva llista mundial d'ocells (versió 14.2, 2024) transferí aquesta espècie al gènere Tachyspiza, que fou recuperat per a tal fí.
Segons el Handook of the Birds of the World i la quarta versió de la BirdLife International Checklist of the birds of the world (Desembre 2019), aquest tàxon apareix classificat dins del gènere Accipiter.